# Peter W. Breene
Peter W. Breene (* August 1846 in Kilkenny, Irland; † 24. Dezember 1926 in Leadville, Colorado) war ein US-amerikanischer Politiker. Zwischen 1885 und 1887 war er Vizegouverneur des Bundesstaates Colorado.

## Werdegang
Über die Jugend und Schulausbildung von Peter Breene ist nichts überliefert. Er kam aus seiner irischen Heimat zunächst in den Bundesstaat Indiana, wo er im Bergbau tätig wurde. Im Jahr 1877 zog er nach Leadville in Colorado, wo er ebenfalls im Bergbau arbeitete und dabei reich wurde. Er wurde zu einer führenden Persönlichkeit im dortigen Bergbau. Politisch schloss er sich der Republikanischen Partei an. Zwischen 1883 und 1885 saß er als Abgeordneter im Repräsentantenhaus von Colorado.
Im Jahr 1884 wurde Breene an der Seite von Benjamin Harrison Eaton zum Vizegouverneur von Colorado gewählt. Dieses Amt bekleidete er zwischen 1885 und 1887. Dabei war er nicht nur Stellvertreter des Gouverneurs, sondern auch Vorsitzender des Staatssenats. In den Jahren 1887 und 1888 war er als State Treasurer Finanzminister seines Staates. Danach ist er politisch nicht mehr in Erscheinung getreten. Peter Breene starb am 24. Dezember 1926 in Leadville.